# Stein (Franconia Central)
Stein (pronunciación en alemán: /ʃtaɪ̯n/ⓘ) es un municipio del distrito de Franconia Central en Baviera, Alemania, que tiene una población de 13 863 habitantes.
Está situada 7 km al sur de Fürth y 7 km al suroeste de Núremberg.
Desde 1719 se establecieron en esta población fabricantes de lápices de mina de lignito. La firma Faber-Castell, fundada en 1761 por Kaspar Faber, sigue esta tradición.